# Jitotol
Jitotol est une municipalité du Chiapas, au Mexique. Elle couvre une superficie de 203,7 km2 et compte 20 606 habitants en 2015.